# Nämlichkeit
Der juristische Begriff der Nämlichkeit beschreibt identische Gegenstände oder Umstände. Werden z. B. zwei Personen an einem Tag als Fahrer ein und desselben Fahrzeuges gesehen, so waren die Personen in dem nämlichen Fahrzeug unterwegs; wären es bloß baugleiche Modelle eines Fahrzeugtyps gewesen, so hätte es sich nicht um das nämliche Fahrzeug gehandelt.
Im Zollrecht kommt der Nämlichkeitssicherung, also der Sicherung gegen Austausch oder der Veränderung von unter zollamtlicher Überwachung beförderten Waren, besondere Bedeutung zu, da diese ein Kernstück bei der Prävention gegen Steuer- und Zolldelikte darstellt.
Gegenstände und Maßnahmen zur Nämlichkeitssicherung werden Nämlichkeitsmittel genannt. 
Diese sind:
- Verplomben mit einer Zollplombe
- Raumverschluss
- Packstückverschluss
- unverwechselbare Beschreibung der Ware in den Begleitpapieren (z. B. durch Auflistung eingeschlagener Seriennummern in einer Nämlichkeitsbescheinigung)
- zollamtliche Bewachung/Begleitung

## Nachweise
1. ↑  Private Veräußerungsgeschäfte mit Erbbaurechten – keine „Nämlichkeit“ zwischen Grundstück und Erbbaurecht. In: Steuerboard. Abgerufen am 13. Januar 2020 (deutsch).